# Réka Luca Janiová
Réka-Luca Janiová (Jani, * 31. července 1991, Siófok) je maďarská profesionální tenistka. Ve své dosavadní kariéře na okruhu WTA Tour nevyhrála žádný turnaj. Hraje převážně na okruhu ITF, kde získala k březnu 2021 22 titulů ve dvouhře a 32 titulů ve čtyřhře.
Na žebříčku WTA byla nejvýše ve dvouhře klasifikována v září 2022 na  104. místě a ve čtyřhře v srpnu 2016 na 124. místě. Trénuje ji Filip Svozílek.

## Finále na okruhu WTA Tour
| Legenda                           |
| --------------------------------- |
| D – dvouhra; Č – čtyřhra          |
| Grand Slam (0)                    |
| Turnaj mistryň (0)                |
| Premier Mandatory & Premier 5 (0) |
| Premier (0)                       |
| International (0–1 Č)             |

### Čtyřhra: 1 (0–1)
| Stav       | č. | datum         | turnaj                  | povrch | spoluhráčka    | soupeřky ve finále                    | výsledek |
| ---------- | -- | ------------- | ----------------------- | ------ | -------------- | ------------------------------------- | -------- |
| Finalistka | 1. | 4. srpna 2016 | Florianópolis, Brazílie | tvrdý  | Tímea Babosová | Ljudmyla Kičenoková Nadija Kičenoková | 3–6, 1–6 |

## Finálové účasti na turnajích okruhu ITF
| Legenda okruhu ITF   |
| $100 000 tournaments |
| $75 000 tournaments  |
| $50 000 tournaments  |
| $25 000 tournaments  |
| $10 000 tournaments  |

### Dvouhra

#### Vítězka (22)
| Č. | Datum           | Turnaj   | Povrch | Finalistka          | Výsledek  |
| -- | --------------- | -------- | ------ | ------------------- | --------- |
| 1. | 13. září 2009   | Budapešť | antuka | Lucie Kriegsmannová | 7–63, 6–2 |
| 2. | 26. září 2009   | Telavi   | antuka | Melanie Klaffnerová | 6–2, 6–4  |
| 3. | 29. srpna 2010  | Vinkovci | antuka | Zuzana Linhová      | 6–2, 6–4  |
| 4. | 27. března 2011 | Antalya  | antuka | Garbiñe Muguruzaová | 6–2, 6–1  |
| 5. | 5. června 2011  | Přerov   | antuka | Karolína Plíšková   | 6–0, 6–3  |

### Čtyřhra

#### Vítězka (32)
| Č. | Datum          | Turnaj        | Povrch | Spoluhráčka            | Finalistky                                | Výsledek          |
| 1. | 13. dubna 2009 | Hvar          | antuka | Martina Kubičíková     | Elena Bogdanová Martina Borecká           | 6–4, 0–6, [10–6]  |
| 2. | 13. září 2009  | Budapešť      | antuka | Virág Némethová        | Jana Jandová Lucie Kriegsmannová          | 4–6, 6–3, [10–6]  |
| 3. | 3. října 2009  | Tbilisi       | antuka | Veronika Kapšajová     | Tatia Mikadzeová Manana Šapakidzeová      | 7–5, 0–6, [10–8]  |
| 4. | 23. října 2009 | Dubrovník     | antuka | Conny Perrinová        | Matea Čuturaová Dorotea Kraljevićová      | 6–2, 6–3          |
| 5. | 27. srpna 2010 | Vinkovci      | antuka | Raluca Elena Platonová | Indire Akikiová Zuzana Linhová            | 6–3, 6–0          |
| 6. | 3. září 2010   | Osijek        | antuka | Martina Kubičíková     | Petra Šunićová Nataša Zorićová            | 6–1, 6–1          |
| 7. | 31. října 2010 | Káhira        | antuka | Martina Kubičíková     | Stephanie Vogtová Maša Zecová Peškiričová | 46–7, 6–1, [11–9] |
| 8. | 22. dubna 2011 | Civitavecchia | antuka | Daniëlle Harmsenová    | Diana Enacheová Liana Ungurová            | 6–2, 6–3          |